# Laura Mancinelli
Laura Mancinelli (Údine, 18 de diciembre de 1933 - Turín, 7 de julio de 2016) fue una germanista, medievalista y escritora italiana.
Docente universitaria, traductora y autora de novelas históricas, se es licenciada en letras modernas por la Universidad de Turín, con una tesis en Literatura alemana.

## Biografía
Laura Mancinelli está nacida a Údine en el 1933, luego, después una estancia de cuatro años a Rovereto de Trento donde vivió la primera infancia, la familia se transfirió a Turín (1937).
En los años siguientes a su doctorado enseñó en la escuela media, pero continúa trabajando en la cultura alemana medieval: en 1969 se publicó el ensayo La canción de los Nibelungos. Problemas y valores.
En los años setenta enseñó filología germánica en la Universidad de Sassari, luego fue llamado a Venecia por el germanista Ladislao Mittner en 1976 obtuvo la cátedra de Historia del alemán en la Università Ca' Foscari.
Siguiendo el consejo de su colega y amigo Claudio Magris, en 1972 editó y tradujo del original el volumen Cantar de los nibelungos, seguido en 1978 por Tristán (en alemán: Tristan (Gottfried von Straßburg)) de Godofredo de Estrasburgo y en 1989 por Gregorio y El pobre Enrique de Hartmann von Aue.
Después de volver a Turín como titular de la Cátedra Universitaria de Filología Alemana, en 1981 Laura Mancinelli hizo su debut en ficción, dando a Einaudi, Los doce abades de Challant, una novela histórica que el autor había comenzado a escribir en 1968. Siguió El fantasma de Mozart en 1986 y El milagro de St. Odilia en 1989.
Sigue Amadè, la historia de la estancia de Mozart en Turín, que se inspiró en la actuación de Roberto Tarasco Amadè y el genio de la Era de la Ilustración, producido en 2006; La casa del tiempo; Los Ojos del Emperador, ganador del Prix Rapallo-Carige en 1994; Los Tres Caballeros del Grial y El Príncipe Descalzo.
A principios de los noventa, afectada por la esclerosis múltiple, Laura Mancinelli abandonó la silla.
En 1999, en el Teatro Piccolo Regio de Turín, se organizó una Noche con Mozart (publicada en 1991).

## Obras principales

### Novelas y cuente
- (en italiano) I dodici abati di Challant, Turín, 1981 (Ver el artículo Los doce abades de Challant)
- La casa del tiempo (La casa del tempo, 1993)

### La serie del Capitán Flores
- El misterio de la silla de ruedas (I casi del capitano Flores. Il mistero della sedia a rotelle, 1997)
- Killer presunto (I casi del capitano Flores. Killer presunto, 1998)

### Ensayos
- La canción de los Nibelungos. Problemas y valores, 1969
- El mensaje racional de la vanguardia, 1978
- De Carlomagno a Lutero. Literatura alemana medieval, 1996

### Traducciones
- (en italiano) I Nibelunghi, Turín, 1972
- (en italiano) Gottfried von Straßburg, Tristano, 1978
- (en italiano) Heimito von Doderer, I demoni. Dalla cronaca del caposezione Geyrenhoff, 1979
- (en italiano) Hartmann von Aue, Gregorio y Il povero Enrico, 1989
- (en italiano) Konrad Bayer, La testa di Vitus Bering, Alejandría, 1993

### Introducción
- (en italiano) Wolfram von Eschenbach, Parzival, Turín, 1985

## Premios
- En el 1981 Premio "Mondello obra primera" para la novela Los doce abades de Challant
- En el 1989 Premio Ciudad de Roma para la novela El milagro de Santa Odilia
- En el 1994 Premio "Rapallo" para la novela Los ojos del emperador
- En el 1997 Premio "Cesare Pavese"para la novela Los casos del capitán Flores. El misterio de la silla de ruedas
- En la 2003 Vía Po para la novela autobiografico Andante con tenerezza
- En el 2008 Premio a la Carrera